# 수석교사
수석교사(首蓆敎師, Head Teacher or Master Teacher)는 한국의 경우 유치원이나 초·중등학교에서 관리직이 아닌 교단 교사로서 취득할 수 있는 최고의 전문적 자격을 소유한 교수직렬의 최고 직위에 해당하는 자이며, 특히 교과 및 수업 전문성이 탁월하고 자신의 전문성을 다른 교사와 공유할 수 있는 의지와 역량을 가진 자를 의미한다. 수석교사 제도는 한국의 경우 1980년대 초에 논의만 되고 실시 되지 않다가 2008년부터 처음으로 시범운영된 후 2011년 6월 29일 법제화되어 2012년부터 공식으로 유초중등학교에 도입이 되었다. 당시에 도입은 되었으나 학교현장에서 수석교사에 대한 이해가 부족하여 논쟁을 빚은 가운데 수석교사들의 헌법소원 제기가 있었으며 2015년 6월 25일 헌법재판소의 판결에 의해 수석교사는 관리직과 유사한 계급으로 해석되었다. 수석교사에게는 관리직의 직급보조비에 해당하는 수당으로서의 연구활동비가 월 40만원씩 지급되고 있고 수업은 1/2로 경감하도록 하였다. 현재 전국에 약 1800여명의 활동하고 있다. 하지만 정부에서 아직까지도 별도 정원으로 책정하지 않아서 활동의 어려움을 겪고 있다.

## 역할
수석교사는 교수직의 전문가로서 수업을 담당하면서 동시에 교내에서의 장학활동을 수행한다. 더불어 학교교육과정 수립에 참여하고 우수 수업기법과 학습자료를 개발·보급하며, 초임교사 지도와 교내․외 연수 주도, 교직 상담 등의 역할을 수행한다.

## 기타
교육공무원법 제29조의4 제4항에 따르면 수석교사는 그 임기 중에는 교장 등의 자격을 취득할 수 없다. 이에 대하여 수많은 수석교사들이 모여 당해 조항이 일반교사들과 수석교사들을 차별한다는 이유로 평등권 침해를 주장하며 헌법소원을 제기하기도 하였다.
그러나 이에 대하여 헌법재판소는 당해 조항의 입법목적, 수석교사가 된 것은 자발적인 선택이라는 점, 언제든지 수석교사를 그만두고 일반 교사로 복귀하면 관리직 승진을 위한 자격 취득이 가능한 점 등을 들어 평등권을 침해하지 않는다고 판단하였다(헌법재판소 2017. 7. 27. 선고 2017헌마599 결정).

## 각국의 제도
- 한국: 대한민국의 수석교사
- 영국: AST(Advanced Skills Teachers)
- 싱가포르: MT(Master Teacher)
- 미국: Mentor Teacher, Master Teacher, Support Provider
- 프랑스: professeur agrege